# Den lange rejse (film)
Den lange rejse er en dansk kortfilm fra 1994, der er instrueret af Simon Jon Andreasen efter manuskript af ham selv og Carsten Overskov.

## Handling
På en togrejse kan man opleve mange spændende og sære ting, og det er da også lige, hvad der sker for en dreng, der måbende må lægge tegneserien, da en mystisk mand begynder at fortælle, at han har levet og rejst i hundrede tusinde år. Han beretter stærkt personligt sin på een gang enkle og forunderlige historie. Det handler nemlig om selve menneskets historie fra urjægernes barske liv til nøjsom bondetilværelse og farefyldt skibsfart og blomstrende handel. Men det er det almindelige menneskes drømme og stræben, der fortælles om. Her er ikke megen tid til kedelige og dovne grever og baroner.

## Medvirkende
Jordan:
- Mand som dreng: Aude Imad Fadel Khaleel
- Far: Mohammad Kheer Al-Skran
- Mor: Suzan Mahmoud Masoud
- Fremmed høvding: Asa'ad Ali Khalifeh
- Fremmed datter: Abeer Kaleel Kara'en
- Øvrige skuespillere: Hatem Ahmad, Kayed Habes Kareem, Ibrahim Farok Hasan, Mokhtar Jad Al-Mousa, Beduinerne fra Wadi Rum

Irland:
- Mand: Diarmuid de Faoite
- Sten: Greg Ó Braonáin
- Bue: Peadar de Burca
- Mands kone: Máire Ni Mháille
- Øvrige skuespillere: Eimear Ni Choisdealbha, Caitlin Ni Chualáilin, Allan kelly, Sandra Lynch, Seán Ó Coisdealbha, Sile ni Scanláin

Danmark:
- Dreng: Matthias Ehrenberg
- Mand: Baard Owe
- Kone: Berrit Kvorning
- Øvrige skuespillere: Camille Eggers, Carine Jensen, Nikolaj Thide, Niels Christian Andersen, Jytte Herman Larsen, Svend Erik Larsen